# 강철민 (바둑 기사)
강철민(姜哲民, 1939년 7월 26일 ~ 2002년 12월 2일)은 대한민국의 바둑 기사이다.

## 약력
1958년에 프로에 입단하였으며, 1998년 8단에 올랐다. 1968년과 1970년, 최고위전에서 2번 우승했다.

## 특이사항
1967년 제5기 청소년배 쟁패전(참가 당시 3단) 결승 제2국에서 중원의 대마를 옥집삶 모양으로 완생시켜서 윤기현 당시 6단을 물리치고 우승했다. 이 기록은 대한민국 공식 바둑 기전 최초로 옥집삶 모양으로 대마를 완생시킨 기록이다.